# عطيفة إغوانية
عطيفة إغوانية (الاسم العلمي:Campylobacter iguaniorum) هي نوع من البكتيريا تتبع جنس العطيفة من فصيلة العطيفات.